# DS 4 I
Pour les articles homonymes, voir DS 4.
La DS 4 I est une berline compacte premium 5 portes du constructeur automobile français DS Automobiles, présentée sous la marque Citroën en 2010 (Citroën DS4) avant de perdre toute référence à la marque aux chevrons en 2015.
Elle poursuit sa commercialisation jusqu'en 2018. Trois ans plus tard, en 2021, elle est remplacée par la DS N°4.

## Citroën DS4

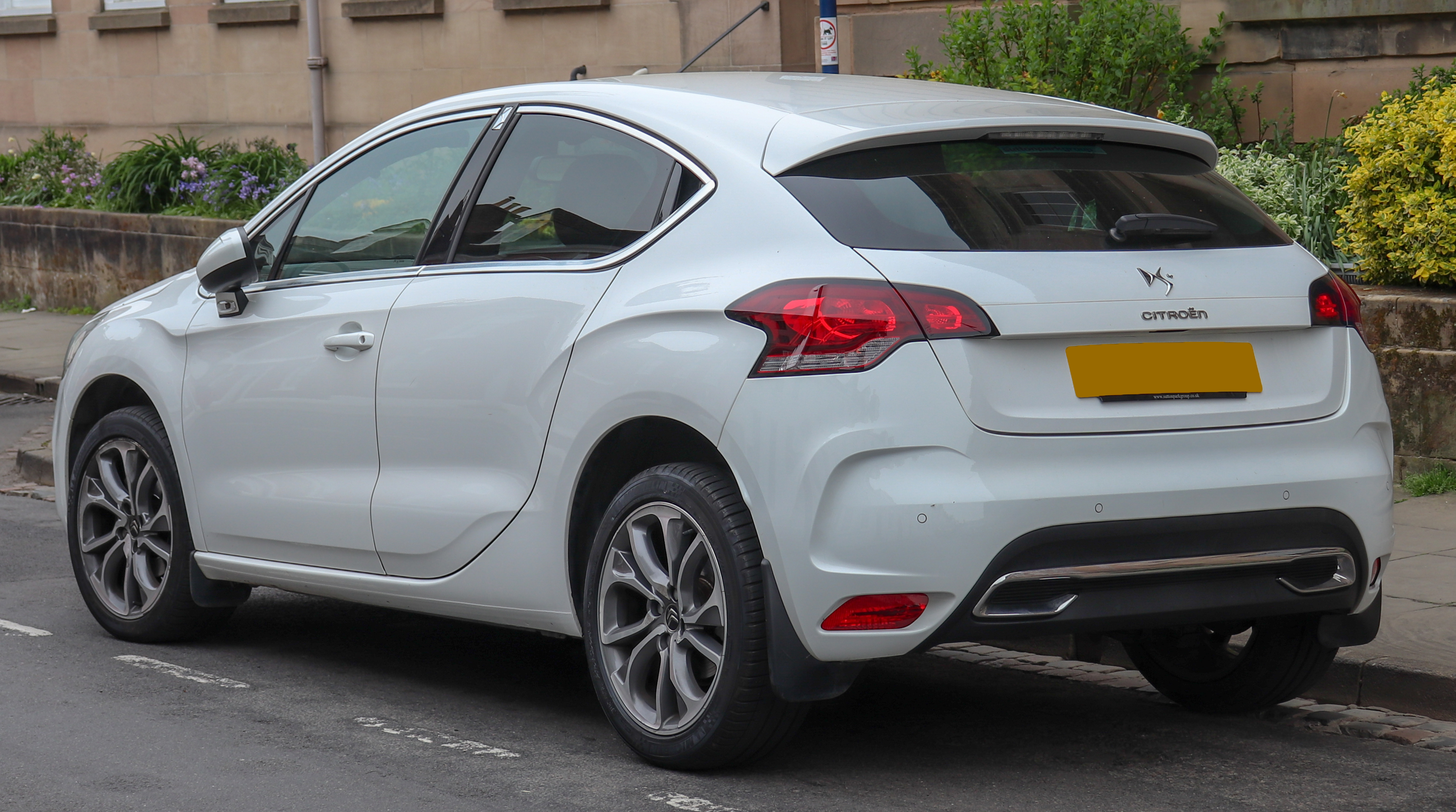
Citroën DS4 (phase 1)

Faisant suite au show car Citroën DS High Rider révélé lors du Salon de Genève 2010, la DS4 est présentée au Mondial de l'Automobile 2010 après une première apparition au public sur Internet le 30 août 2010. À cette même date, Citroën a également ouvert le site qui lui est consacré. 
Ce modèle affiche des lignes plus dynamiques (car appartenant à la ligne DS) que la deuxième génération de C4 qui lui prête sa plate-forme ainsi qu'une partie de sa carrosserie. Les liens de filiation entre les deux modèles peuvent être remarqués à l'avant du véhicule ainsi que dans l'habitacle.
Les poignées de portes arrière sont camouflées dans le montant arrière de la portière, comme celles de la Seat León, donnant l'impression d'un coupé deux-portes. La DS4 se dispense d'ailleurs de vitres arrière descendantes : celles-ci sont fixes.
La DS4 propose notamment des sièges avant massants dès le deuxième niveau de finition So Chic. Le revêtement en cuir « bracelet » des sièges, déjà vu sur la DS 5, est également disponible sur certaines finitions, mais uniquement à l'avant. Les motorisations proposées au lancement sont les suivantes : 1.6 HDi et e-HDi 110, 2.0 HDi 160 en diesel, 1.6 VTi 120, THP 155 et THP 200 en essence.
Les dimensions de ce modèle sont de 4 270 mm de long, 1 810 mm de large et 1 530 mm de hauteur.

## DS 4 et DS 4 Crossback
En septembre 2015, le modèle intègre totalement la marque DS à l'occasion du Salon de l'automobile de Francfort. Les feux avant sont redessinés et la calandre DS remplace les chevrons, références à Citroën. La gamme se décompose en deux versions, qui par rapport au modèle d'origine sont l'une rabaissée de 30 mm, et l'autre surélevée de 10 mm. Cette dernière, au style typé baroudeur (barres de toit, passages de roues, boucliers spécifiques), prend le nom de DS 4 Crossback.
Hors le 2.0 BlueHDi 150 S&S et le nouveau 1.6 THP 210 S&S disponibles uniquement sur la version classique, la gamme de moteurs à fin de 2014 est reconduite et partagée entre les deux versions.
Par la faute des normes antipollution toujours plus complexes et à cause de son ancienneté, la commercialisation de la gamme DS 4 prend fin avant la mise en vigueur de la norme Euro6c appliquée dès le 1er septembre 2018. La DS 5 disparaît par la même occasion, laissant seuls les DS 3 et DS 7 Crossback dans la gamme DS, jusqu'au renouvellement complet de la gamme avec 6 nouveaux modèles.

## Finitions
- Chic
- Be Chic (depuis septembre 2015 à l'occasion de la commercialisation des nouvelles DS 4 et DS 4 Crossback)
- So Chic
- Sport Chic
- Faubourg Addict (en Suisse mais pas en France)

### Performance Line
À partir du Mondial de l'automobile de Paris 2016, DS lance la finition Performance Line, déclinée sur les DS 3, 4 et 5.
Les DS Performance Line reçoivent un pavillon noir, des jantes noires brillantes avec logo DS sur fond Carmin et de badges spécifiques sur le capot et les portes avant.
À l'intérieur, les DS sont dotées d'une nouvelle sellerie qui associe le cuir grainé et le tissu Dinamica, avec des surpiqûres qui reprennent les teintes du badge (rouge, blanc et doré). Ces surpiqûres colorées se retrouvent sur les panneaux de porte, le levier de vitesses ou encore le volant.

### Éditions limitées

#### Citroën (2011-2015)
- DS4 Just Mat[7](500 exemplaires)
- DS4 Pure Pearl[8] (1 000 exemplaires)
- DS4 Urban Show[9](1 000 exemplaires)
- DS4 Electro Shot[10] (1 000 exemplaires)
- DS4 Edition Rouge[11] (100 exemplaires, Japon)
- DS4 Paris Rendez-Vous (500 exemplaires[réf. nécessaire] pour la Suisse[12])

#### DS Automobiles (2015-2018)
- DS 4 '1955'[13](955 exemplaires)
- DS 4 Opéra Blue[14]
- DS 4 Crossback Terre Rouge[15] (500 exemplaires)
- DS 4 Connected Chic
- DS 4 Crossback Moondust[16] (150 exemplaires pour la France et 210 pour le monde)

## Fiches techniques

### Motorisations
Hors version Crossback.
|                            | 1.2 PureTech 130 S&S   | 1.6 VTi 120            | 1.6 THP 156            | 1.6 THP 163            | 1.6 THP 165 S&S        | 1.6 THP 200            | 1.6 THP 210 S&S        |
| Moteur                     | 3-cylindres (type EB)  | 4-cylindres (type EP)  | 4-cylindres (type EP)  | 4-cylindres (type EP)  | 4-cylindres (type EP)  | 4-cylindres (type EP)  | 4-cylindres (type EP)  |
| Cylindrée                  | 1 199                  | 1 598                  | 1 598                  | 1 598                  | 1 598                  | 1 598                  | 1 598                  |
| Puissance maximale         | 130 ch à 5 500 tr/min  | 120 ch à 6 000 tr/min  | 156 ch à 6 000 tr/min  | 163 ch à 6 000 tr/min  | 165 ch à 5 500 tr/min  | 200 ch à 5 500 tr/min  | 210 ch à 6 000 tr/min  |
| Couple maximal             | 230 N m à 1 750 tr/min | 160 N m à 4 250 tr/min | 240 N m à 1 400 tr/min | 240 N m à 1 400 tr/min | 240 N m à 1 400 tr/min | 275 N m à 1 700 tr/min | 285 N m à 1 750 tr/min |
| Boîte de vitesses          | BVM6                   | BVM5                   | BMP6                   | BVA6                   | EAT6                   | BVM6                   | BVM6                   |
| Vitesse maximale           | 198                    | 193                    | 214                    | 212                    | 201                    | 235                    | 234                    |
| 0-100 km/h (en s)          | 9,9                    | 10,8                   | 9,0                    | 8,6                    | 8,7                    | 7,9                    | 7,8                    |
| Consommation (en l/100 km) | 4,9 à 5,0              | 6,2                    | 6,5                    | 7,7                    | 5,6                    | 6,4                    | 5,9                    |
| Émissions de CO2 (en g/km) | 112 à 116              | 144                    | 149                    | 178                    | 130                    | 149                    | 138                    |

|                            | 1.6 HDi 92                | 1.6 BlueHDi 100           | 1.6 HDi 112               | 1.6 HDi 112               | 1.6 HDi 115               | 1.6 HDi 115               | 1.6 BlueHDi 115 S&S       | 1.6 BlueHDi 115 S&S       | 1.6 BlueHDi 120 S&S       | 1.6 BlueHDi 120 S&S       | 2.0 HDi 136            | 2.0 BlueHDi 150 S&S    | 2.0 HDi 163            | 2.0 HDi 163            | 2.0 BlueHDi 180 S&S    |
| Moteur                     | 4-cylindres (type DV/DLD) | 4-cylindres (type DV/DLD) | 4-cylindres (type DV/DLD) | 4-cylindres (type DV/DLD) | 4-cylindres (type DV/DLD) | 4-cylindres (type DV/DLD) | 4-cylindres (type DV/DLD) | 4-cylindres (type DV/DLD) | 4-cylindres (type DV/DLD) | 4-cylindres (type DV/DLD) | 4-cylindres (type DW)  | 4-cylindres (type DW)  | 4-cylindres (type DW)  | 4-cylindres (type DW)  | 4-cylindres (type DW)  |
| Cylindrée                  | 1 560                     | 1 560                     | 1 560                     | 1 560                     | 1 560                     | 1 560                     | 1 560                     | 1 560                     | 1 560                     | 1 560                     | 1 997                  | 1 997                  | 1 997                  | 1 997                  | 1 997                  |
| Puissance maxi             | 92 ch à 4 000 tr/min      | 100 ch à 3 750 tr/min     | 112 ch à 3 600 tr/min     | 112 ch à 3 600 tr/min     | 114 ch à 3 600 tr/min     | 114 ch à 3 600 tr/min     | 115 ch à 3 500 tr/min     | 115 ch à 3 500 tr/min     | 120 ch à 3 500 tr/min     | 120 ch à 3 500 tr/min     | 136 ch à 4 000 tr/min  | 150 ch à 4 000 tr/min  | 163 ch à 3 750 tr/min  | 163 ch à 3 750 tr/min  | 180 ch à 3 750 tr/min  |
| Couple maxi                | 230 N m à 1 750 tr/min    | 254 N m à 1 750 tr/min    | 270 N m à 1 750 tr/min    | 270 N m à 1 750 tr/min    | 270 N m à 1 750 tr/min    | 270 N m à 1 750 tr/min    | 300 N m à 1 750 tr/min    | 300 N m à 1 750 tr/min    | 300 N m à 1 750 tr/min    | 300 N m à 1 750 tr/min    | 320 N m à 2 000 tr/min | 370 N m à 2 000 tr/min | 340 N m à 2 000 tr/min | 340 N m à 2 000 tr/min | 400 N m à 2 000 tr/min |
| Boîte de vitesses          | BVM5                      | BVM5                      | BVM6                      | BMP6                      | BVM6                      | ETG6                      | BVM6                      | EAT6                      | EAT6                      | BVM6                      | BVM6                   | BVM6                   | BVM6                   | BVA6                   | EAT6                   |
| Vitesse maxi               | 180                       | 180                       | 190                       | 190                       | 190                       | 190                       | 190                       | 185                       | 190                       | 189 à 193                 | 204                    | 207                    | 212                    | 208                    | 217                    |
| 0-100 km/h (en s)          | 12,9                      | 12,3                      | 11,3                      | 11,3                      | 11,3                      | 11,3                      | 11,3                      | 11,8                      | 11,4                      | 11,2 à 10,9               | 9,4                    | 8,8                    | 8,6                    | 9,3                    | 8,6                    |
| Consommation (en l/100 km) | 4,4                       | 3,9                       | 4,5                       | 4,4                       | 4,2                       | 4,2                       | 3,7                       | 3,8                       | 4,1                       | 3,8 à 3,9                 | 4,9                    | 3,9                    | 4,9                    | 5,7                    | 4,3                    |
| Émissions de CO2 (en g/km) | 115                       | 102                       | 115                       | 110                       | 110                       | 110                       | 97                        | 99                        | 108                       | 100 à 103                 | 130                    | 100                    | 130                    | 149                    | 113                    |

### Évolutions techniques

#### Essence
Le 1.6 THP 155 BMP6 est remplacé par le 1.6 THP 160 BVA6 en novembre 2011, ce dernier étant à son tour remplacé par le 1.6 THP 165 S&S en janvier 2015.
Le 1.2 PureTech 130 S&S est ouvert à la commande en octobre 2014, parallèlement au 1.6 VTi 120 dans un premier temps.
Le 1.6 VTi 120 est fermé à la commande en janvier 2015.
Le 1.6 THP 200 devient disponible uniquement sur stock en juin 2015 puis est fermé à la commande en juillet 2015.
Le 1.6 THP 210 S&S, qui vient en remplacement du 1.6 THP 200, est ouvert à la commande en septembre 2015.

#### Diesel
Le 1.6 BlueHDi 100 est ouvert à la commande en avril 2016.
Le 1.6 HDi 110 BVM6 est remplacé par le 1.6 e-HDi 110 BVM6 en novembre 2011, lui-même remplacé par le 1.6 e-HDi 115 BVM6 fin septembre 2012. Puis, ce moteur est remplacé par le 1.6 BlueHDi 120 S&S EAT6 en avril 2015.
Le 2.0 HDi 136 BVM6 est ouvert à la commande en juin 2012.
Le 2.0 HDi 160 BVA6 est ouvert à la commande fin septembre 2012 puis remplacé par le 2.0 BlueHDi 180 S&S EAT6 en janvier 2015.
Le 1.6 BlueHDi 120 BVM6 (devenu 1.6 BlueHDi 120 S&S BVM6 en janvier 2015) est ouvert à la commande en octobre 2014, parallèlement au 1.6 e-HDi 115 dans un premier temps
Le 2.0 BlueHDi 150 S&S BVM6 est ouvert à la commande en janvier 2015 en remplacement des 2.0 HDi 135 BVM6 et 2.0 HDi 160 BVM6.

#### Boites de vitesses
Pour refléter les améliorations techniques apportées, l'appellation commerciale de la boite mécanique pilotée change en octobre 2013 pour devenir ETG6 au lieu de BMP6.

## Les concepts

### Citroën DS High Rider

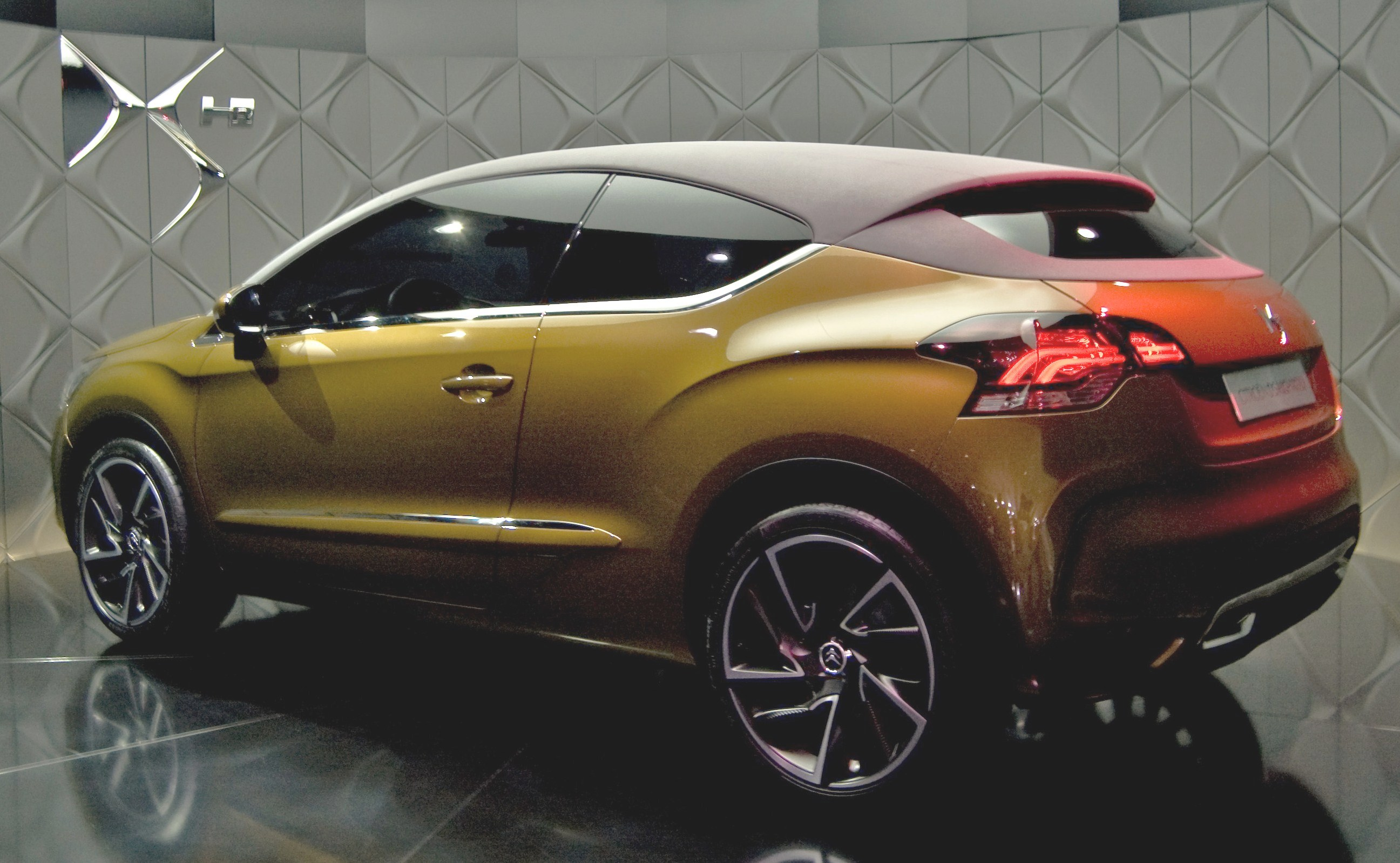
Citroën DS High Rider.

La Citroën DS High Rider est un showcar présenté au Salon automobile de Genève 2010. Il se présente sous la forme d'un luxueux coupé trois portes.

La DS4 partage les lignes générales du showcar Citroën DS High Rider, à l'instar de la DS3 qui avait repris celles du concept car DS Inside. La différence majeure entre la Citroën DS High Rider et la DS4 est que la première est une trois portes alors que la seconde est une cinq portes.

### Citroën DS4 Racing

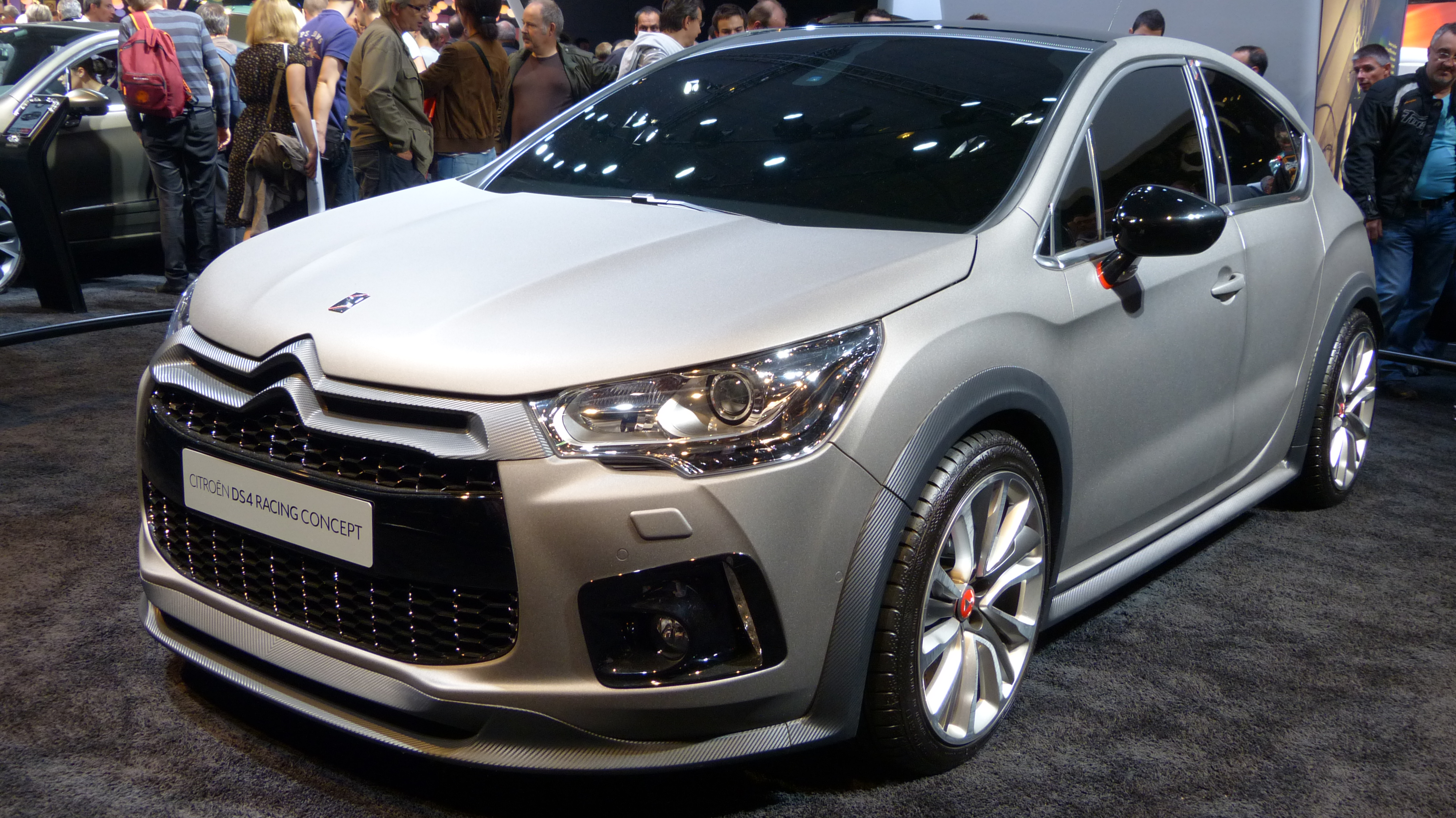
Citroën DS4 Racing.

La Citroën DS4 Racing est un showcar présenté au salon de Genève 2012. Comme son aînée, la Citroën DS3 Racing, c'est une version plus agressive et plus puissante. Elle est propulsée par un bloc 4-cylindres turbo 1,6 litre THP de 256 ch — soit un ratio de 160 ch/litre. Elle affiche 155 g/km de CO2 et une consommation tournant autour de 6,5 litres au 100 km.
D'un point de vue esthétique, les suspensions sont abaissées de 35 mm, les voies élargies de 55 mm à l'avant et de 75 mm à l'arrière. De nouvelles jantes de 19 pouces et des freins de 380 mm de diamètre font également partie des modifications. Un spoiler en carbone et une peinture mate à effet texturé agrémentent le style extérieur.
Une version de série de la DS4 Racing était prévue et son développement est arrivé à un niveau avancé. Le groupe PSA a finalement décidé de ne pas mener ce projet à son terme pour des raisons budgétaires, entraînant l'annulation de la commercialisation du modèle en série.

Citroën DS4 Racing au Mondial de l'Automobile de Paris 2012
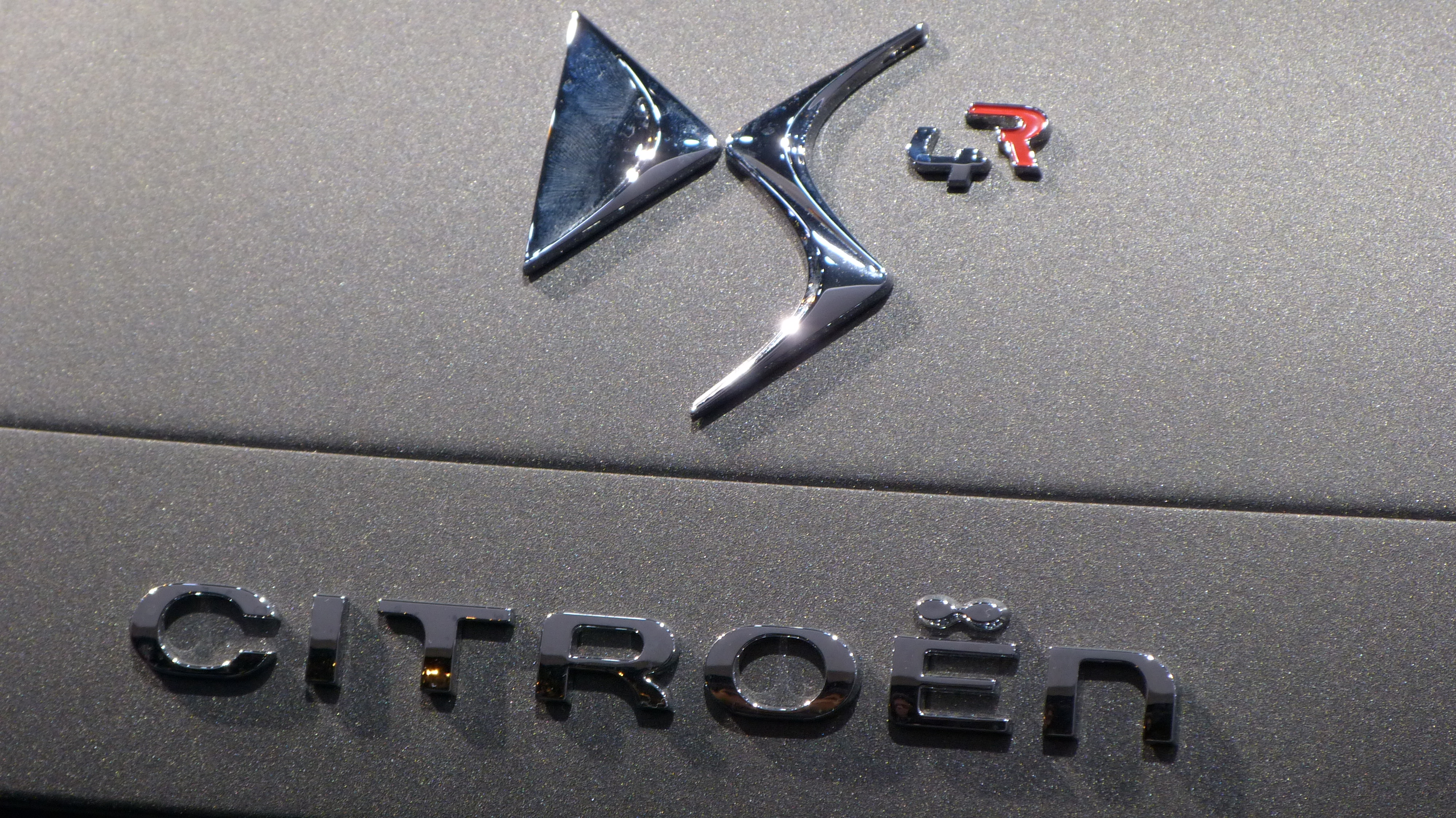
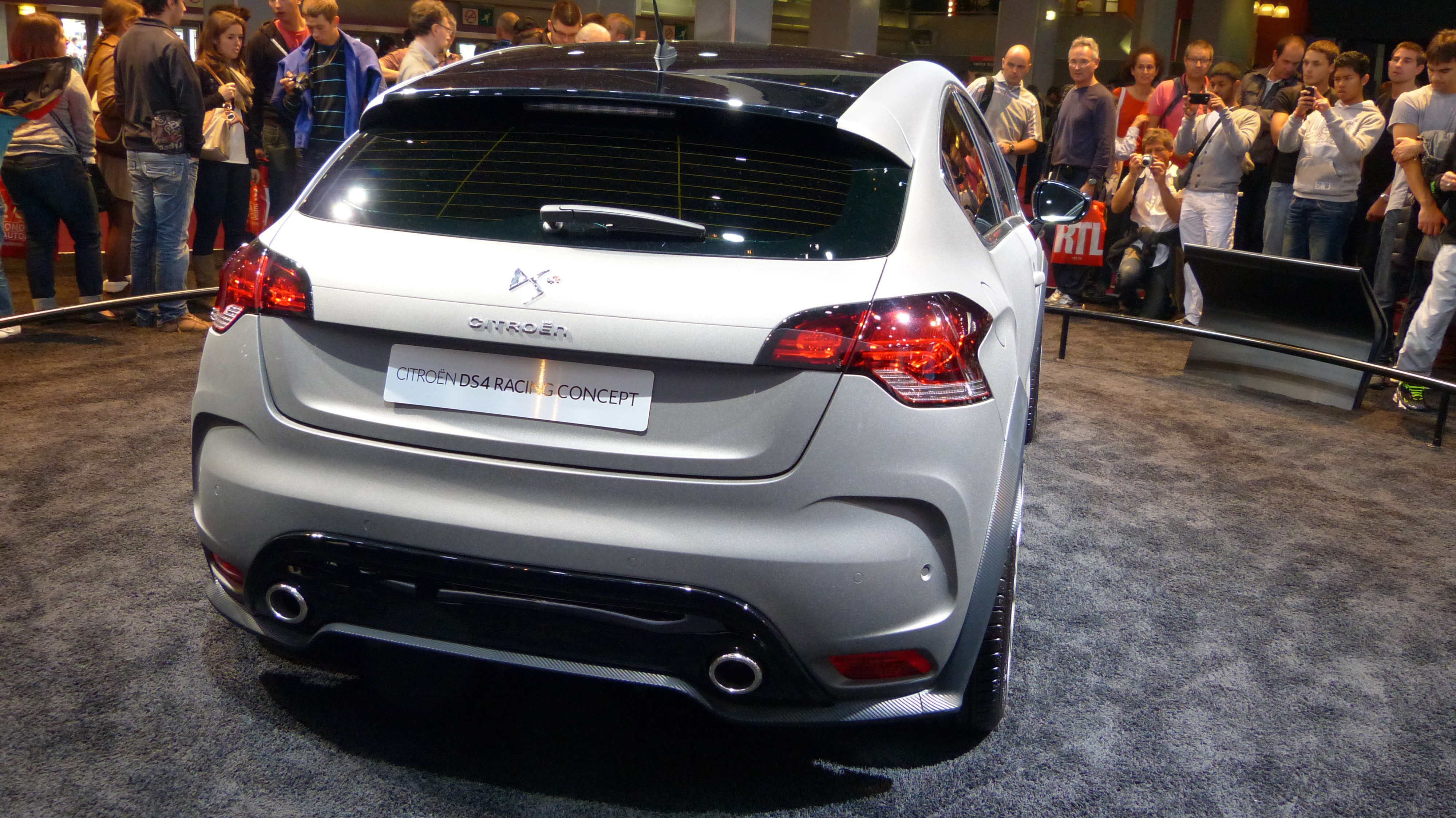
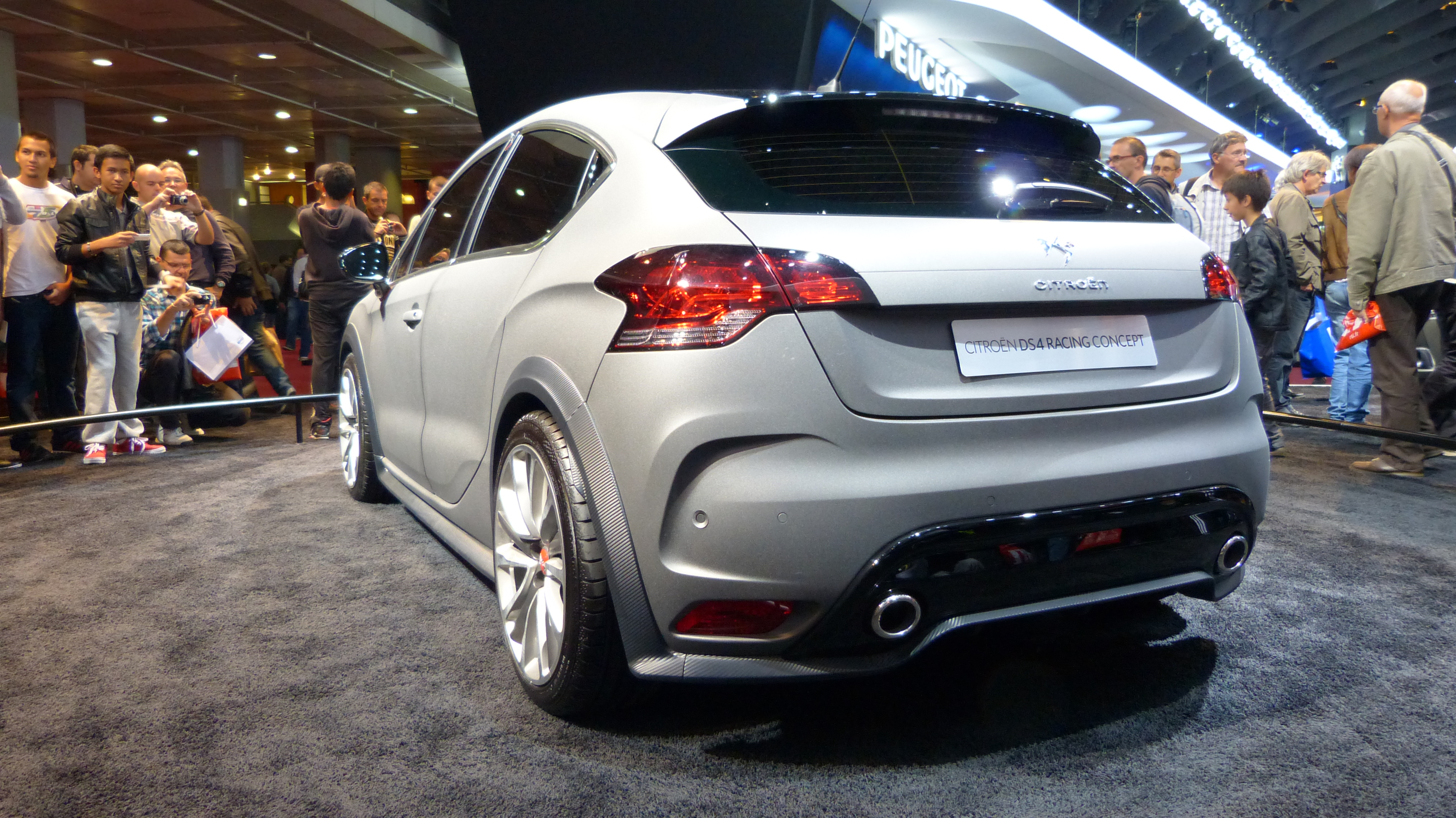
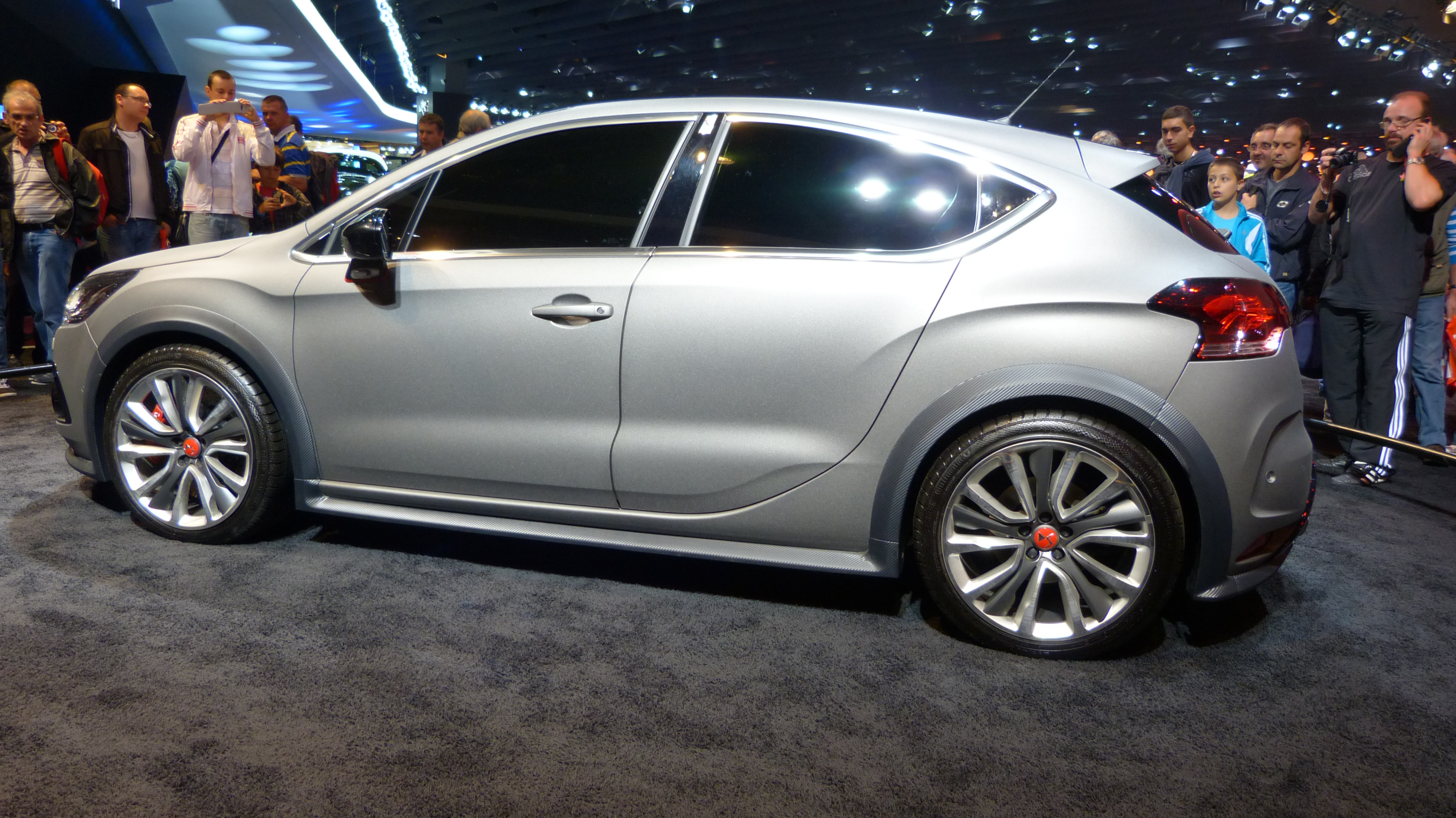
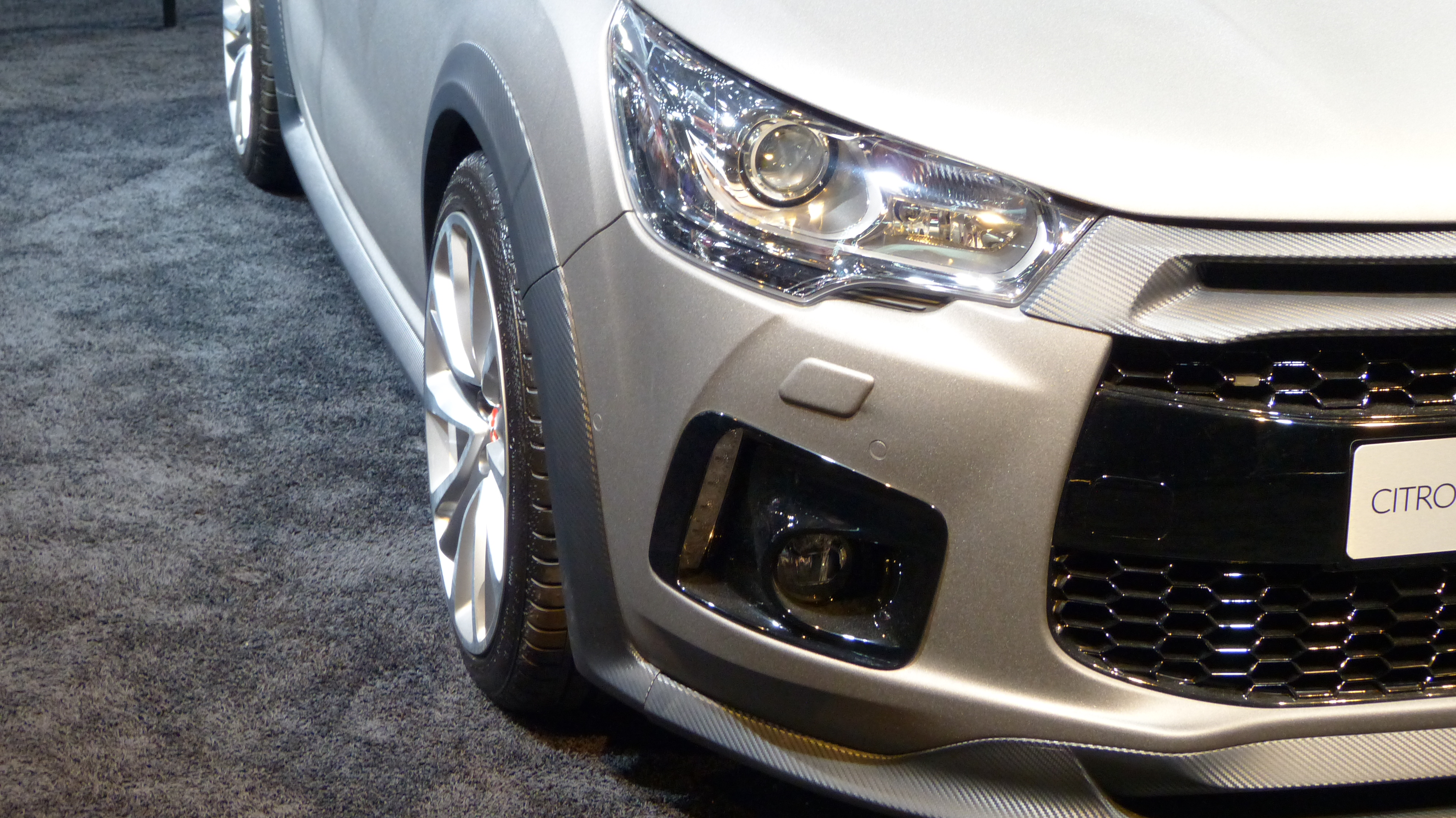
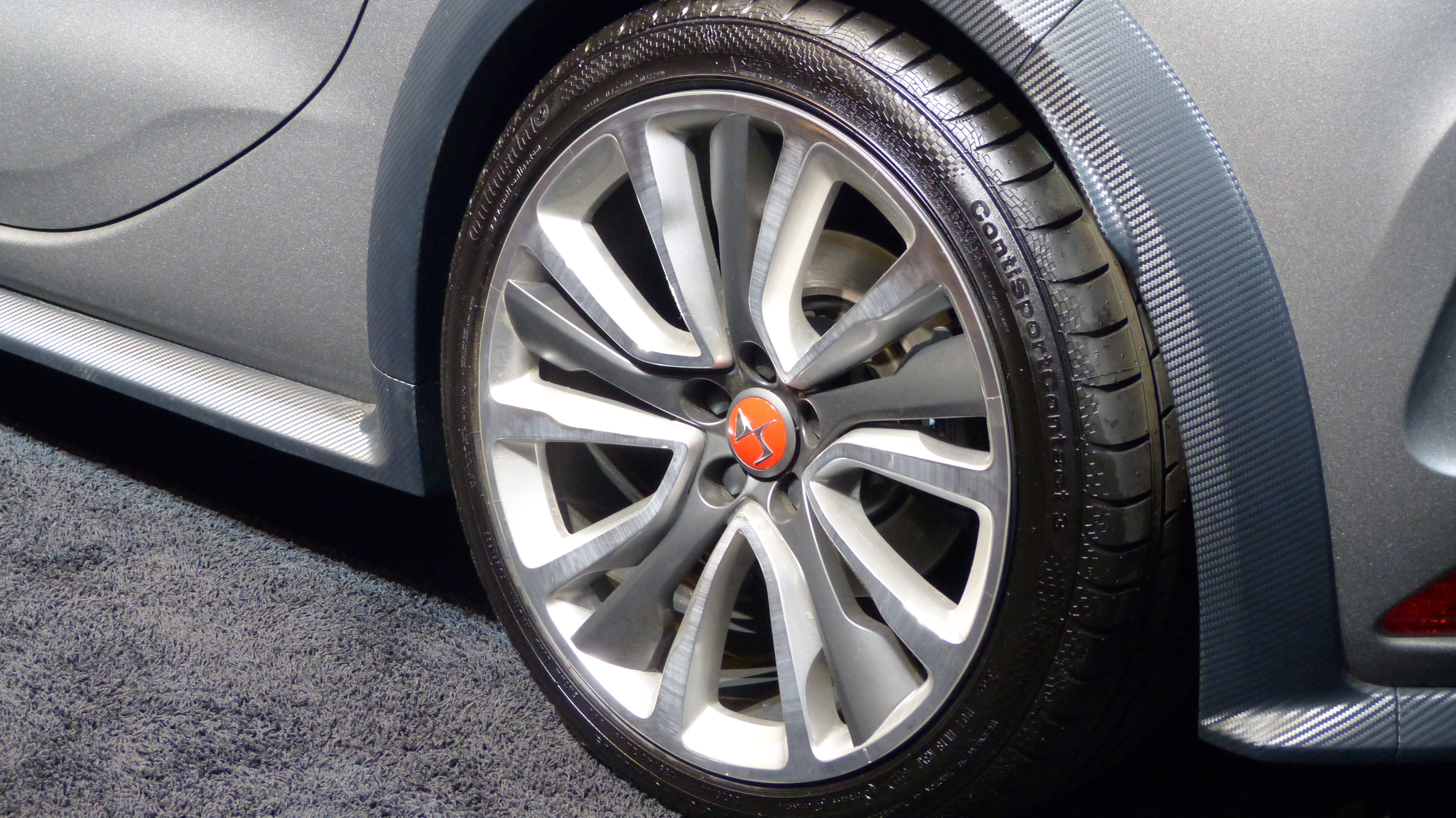

### DS 4 Crossback Concept
Ce troisième showcar ne se différencie que peu de la DS 4 Crossback de série, sinon par le travail effectué sur les couleurs et matières. On peut citer parmi les différences notables avec le modèle de série l'utilisation de lamelle de pierres (habillant le bouclier avant, les jantes, les barres de toit et les coques de rétroviseurs) mais aussi une peinture matte à motifs géométriques ainsi qu'une sellerie comprenant des fils en métal tressé.

## DS 4S
La DS4 I est sporadiquement importée en Chine, mais une autre compacte destinée au marché local est rapidement lancée par la marque. Appelée DS 4S, il s'agit est une berline bicorps, dévoilée le 20 novembre 2015, commercialisée exclusivement en Chine. Elle reprend le châssis et les trains roulants de la DS5, et a pour base la Citroën C4L. Son tableau de bord est celui de la DS 5LS.